# Deniz Çakır
Deniz Çakır (Ankara, Turska, 31. prosinca 1981.) je turska glumica.

## Životopis
Deniz Çakır rođena je u Ankari. Nakon što je diplomirala kazališnu umjetnost na Sveučilištu Hacettepe, preselila se u Istanbul i 2004. godine je odigrala svoju prvu ulogu. Bilo je to u televizijskoj seriji Kadın İsterse. Tijekom sljedećih je godina ostvarila uloge u filmovima i televizijskim serijama. Najvažniju ulogu dobila je 2006. godine u turskoj televizijskoj seriji Kad lišće pada u kojoj je utjelovila negativku Ferhunde. 
Osim glumom, Deniz je posuđivala glas nekim animiranim likovima, a hobiji su joj slikanje i plesanje flamenca.

## Filmografija

### Televizijske uloge
| Godina        | Naslov                 | Uloga         |
| ------------- | ---------------------- | ------------- |
| 2012.         | Sulejman veličanstveni | sultanija Šah |
| 2011.         | İffet                  | İffet         |
| 2006. – 2010. | Kad lišće pada         | Ferhunde      |
| 2006.         | İşte Benim             | Barmaid Funda |
| 2005.         | İki Arada Aşk          | Gizem         |
| 2004.         | Avrupa Yakası          | ?             |
| 2004.         | Kadın İsterse          | Alev          |

### Filmske uloge
| Godina | Naslov               | Uloga |
| ------ | -------------------- | ----- |
| 2011.  | Ya Sonra?            | Didem |
| 2010.  | Iron Man 2           | ?     |
| 2009.  | Kako Si?             | ?     |
| 2009.  | 40                   | Sevda |
| 2009.  | Alvin ve Sincaplar 2 | ?     |
| 2008.  | Kung Fu Panda        | ?     |

## Vanjske poveznice
- Deniz Çakır u internetskoj bazi filmova IMDb-u (engl.)
- Članak o glumici na SinemaTürku  Arhivirana inačica izvorne stranice od 18. ožujka 2011. (Wayback Machine)